# Volley Bergamo 1991 2022-2023
Questa voce raccoglie le informazioni riguardanti la Volley Bergamo 1991 nelle competizioni ufficiali della stagione 2022-2023.

## Stagione
Il Volley Bergamo 1991 partecipa per la seconda volta alla Serie A1; chiude la regular season di campionato al settimo posto in classifica, qualificandosi per i play-off scudetto: viene eliminato nella serie dei quarti di finale dalla Savino Del Bene. Accede quindi ai play-off Challenge Cup dove esce nella fase a gironi.
Il settimo posto al termine del girone di andata consente al Bergamo di qualificarsi per la Coppa Italia, sconfitto in semifinale dalla Pro Victoria.

## Organigramma societario
Area direttiva
- Presidente: Chiara Paola Rusconi

Area tecnica
- Allenatore: Stefano Micoli
- Allenatore in seconda: Marco Zanelli
- Scout man: Gianni Bonacina
- Video man: Elia Laise

Area sanitaria
- Preparatore atletico: Francesco Andreoni
- Fisioterapista: Matteo Gandolfi

## Rosa
| N° | Nome              | Ruolo | Data di nascita   | Nazionalità sportiva |
| -- | ----------------- | ----- | ----------------- | -------------------- |
| 1  | Laura Bovo        | C     | 15 maggio 1996    | Italia               |
| 4  | Božana Butigan    | C     | 19 agosto 2000    | Croazia              |
| 5  | Laura Partenio    | S     | 29 dicembre 1991  | Italia               |
| 6  | Giada Cecchetto   | L     | 6 giugno 1991     | Italia               |
| 7  | Lorrayna da Silva | O     | 19 giugno 1999    | Brasile              |
| 10 | Luna Cicola       | S     | 15 gennaio 2004   | Italia               |
| 11 | Sofia Turlà       | P     | 3 febbraio 1998   | Italia               |
| 13 | MacKenzie May     | S     | 12 gennaio 1999   | Stati Uniti          |
| 14 | Giorgia Frosini   | O     | 29 novembre 2002  | Italia               |
| 16 | Khalia Lanier     | S     | 19 settembre 1998 | Stati Uniti          |
| 18 | Emma Cagnin       | S     | 26 giugno 2002    | Italia               |
| 22 | Federica Stufi    | C     | 22 marzo 1988     | Italia               |
| 23 | Giulia Gennari    | P     | 23 giugno 1996    | Italia               |

## Mercato
| Acquisti | Acquisti          | Acquisti     | Acquisti   |
| R.       | Nome              | da           | Modalità   |
| -------- | ----------------- | ------------ | ---------- |
| C        | Laura Bovo        | Talmassons   | definitivo |
| L        | Giada Cecchetto   | Megavolley   | definitivo |
| O        | Lorrayna da Silva | Barueri      | definitivo |
| O        | Giorgia Frosini   | Imoco        | definitivo |
| P        | Giulia Gennari    | Imoco        | definitivo |
| S        | Laura Partenio    | Venelles     | definitivo |
| C        | Federica Stufi    | Cuneo Granda | definitivo |

| Cessioni | Cessioni          | Cessioni          | Cessioni   |
| R.       | Nome              | a                 | Modalità   |
| -------- | ----------------- | ----------------- | ---------- |
| O        | Ana Paula Borgo   | Barueri           | definitivo |
| P        | Isabella Di Iulio | Savino Del Bene   | definitivo |
| L        | Giorgia Faraone   | Sant'Anna         | definitivo |
| S        | Sara Loda         | Aydın BB          | definitivo |
| C        | Alicia Ogoms      | Terville Florange | definitivo |
| C        | Daniela Öhman     | Münster           | definitivo |
| C        | Marie Schölzel    | MTV Stoccarda     | definitivo |

## Risultati

### Serie A1

#### Girone di andata
| 1ª giornata - 23 ottobre 2022 PalaVerde, Villorba               | Imoco                 | 3 - 0 | Bergamo 1991    | 25-14, 25-21, 25-18               |
| 2ª giornata - 26 ottobre 2022 Palazzetto dello sport, Bergamo   | Bergamo 1991          | 3 - 0 | Firenze         | 25-19, 25-17, 27-25               |
| 3ª giornata - 30 ottobre 2022 Arena di Monza, Monza             | Pro Victoria          | 3 - 0 | Bergamo 1991    | 25-22, 25-22, 25-21               |
| 4ª giornata - 9 novembre 2022 Palazzetto dello sport, Bergamo   | Bergamo 1991          | 2 - 3 | Cuneo Granda    | 28-26, 22-25, 25-27, 25-22, 13-15 |
| 5ª giornata - 6 novembre 2022 PalaTerdoppio, Novara             | AGIL                  | 3 - 1 | Bergamo 1991    | 18-25, 25-21, 25-19, 25-21        |
| 6ª giornata - 13 novembre 2022 Palazzetto dello sport, Bergamo  | Bergamo 1991          | 3 - 1 | UYBA            | 22-25, 25-14, 25-19, 25-23        |
| 7ª giornata - 16 novembre 2022 PalaEvangelisti, Perugia         | Wealth Planet Perugia | 0 - 3 | Bergamo 1991    | 21-25, 22-25, 13-25               |
| 8ª giornata - 20 novembre 2022 Palazzetto dello sport, Bergamo  | Bergamo 1991          | 3 - 1 | Megavolley      | 20-25, 25-22, 25-21, 25-21        |
| 9ª giornata - 27 novembre 2022 PalaFontescodella, Macerata      | Helvia Recina         | 3 - 2 | Bergamo 1991    | 25-18, 25-18, 19-25, 16-25, 15-13 |
| 10ª giornata - 4 dicembre 2022 Palazzetto dello sport, Bergamo  | Bergamo 1991          | 3 - 1 | Pinerolo        | 25-21, 24-26, 25-20, 25-23        |
| 11ª giornata - 10 dicembre 2022 PalaMaddalene, Chieri           | Chieri '76            | 1 - 3 | Bergamo 1991    | 25-15, 21-25, 22-25, 21-25        |
| 12ª giornata - 18 dicembre 2022 Palazzetto dello sport, Bergamo | Bergamo 1991          | 1 - 3 | Savino Del Bene | 15-25, 15-25, 25-15, 18-25        |
| 13ª giornata - 26 dicembre 2022 PalaRadi, Cremona               | Casalmaggiore         | 3 - 0 | Bergamo 1991    | 25-22, 25-19, 25-23               |

#### Girone di ritorno
| 14ª giornata - 7 gennaio 2023 Palazzetto dello sport, Bergamo             | Bergamo 1991    | 0 - 3 | Imoco                 | 21-25, 17-25, 26-28               |
| 15ª giornata - 15 gennaio 2023 PalaWanny, Firenze                         | Firenze         | 3 - 2 | Bergamo 1991          | 21-25, 25-20, 22-25, 25-19, 15-10 |
| 16ª giornata - 22 gennaio 2023 Palazzetto dello sport, Bergamo            | Bergamo 1991    | 3 - 2 | Pro Victoria          | 14-25, 25-17, 23-25, 25-19, 16-14 |
| 17ª giornata - 5 febbraio 2023 PalaCastagnaretta, Cuneo                   | Cuneo Granda    | 2 - 3 | Bergamo 1991          | 20-25, 25-19, 25-16, 23-25, 10-15 |
| 18ª giornata - 12 febbraio 2023 Palazzetto dello sport, Bergamo           | Bergamo 1991    | 3 - 1 | AGIL                  | 25-21, 25-20, 14-25, 25-19        |
| 19ª giornata - 19 febbraio 2023 PalaPiantanida, Busto Arsizio             | UYBA            | 3 - 0 | Bergamo 1991          | 25-17, 25-16, 25-22               |
| 20ª giornata - 26 febbraio 2023 Palazzetto dello sport, Bergamo           | Bergamo 1991    | 3 - 0 | Wealth Planet Perugia | 25-21, 25-15, 25-21               |
| 21ª giornata - 5 marzo 2023 PalaCarneroli, Urbino                         | Megavolley      | 3 - 1 | Bergamo 1991          | 25-22, 25-11, 17-25, 25-12        |
| 22ª giornata - 12 marzo 2023 Palazzetto dello sport, Bergamo              | Bergamo 1991    | 3 - 0 | Helvia Recina         | 25-20, 25-22, 25-20               |
| 23ª giornata - 19 marzo 2023 Palazzetto dello Sport, Villafranca Piemonte | Pinerolo        | 3 - 0 | Bergamo 1991          | 25-15, 25-15, 25-20               |
| 24ª giornata - 26 marzo 2023 Palazzetto dello sport, Bergamo              | Bergamo 1991    | 1 - 3 | Chieri '76            | 27-29, 19-25, 25-21, 19-25        |
| 25ª giornata - 2 aprile 2023 PalaWanny, Firenze                           | Savino Del Bene | 3 - 0 | Bergamo 1991          | 25-15, 25-14, 25-15               |
| 26ª giornata - 8 aprile 2023 Palazzetto dello sport, Bergamo              | Bergamo 1991    | 3 - 1 | Casalmaggiore         | 26-24, 26-24, 18-25, 25-17        |

#### Play-off scudetto
| Quarti di finale (gara 1) - 16 aprile 2023 PalaWanny, Firenze              | Savino Del Bene | 3 - 0 | Bergamo 1991    | 25-23, 25-21, 25-20 |
| Quarti di finale (gara 2) - 20 aprile 2023 Palazzetto dello sport, Bergamo | Bergamo 1991    | 0 - 3 | Savino Del Bene | 18-25, 14-25, 14-25 |

#### Play-off Challenge Cup
| 2ª giornata - 29 aprile 2023 Palazzetto dello sport, Bergamo | Bergamo 1991  | 3 - 0 | Pinerolo | 25-20, 25-19, 25-17 |
| 3ª giornata - 3 maggio 2023 PalaRadi, Cremona                | Casalmaggiore | 3 - 0 | Bergamo  | 25-21, 25-23, 25-13 |

### Coppa Italia
| Quarti di finale - 25 gennaio 2023 PalaWanny, Firenze          | Savino Del Bene | 2 - 3 | Bergamo 1991 | 25-20, 22-25, 25-15, 23-25, 13-15 |
| Semifinali - 28 gennaio 2023 Unipol Arena, Casalecchio di Reno | Bergamo 1991    | 0 - 3 | Pro Victoria | 17-25, 21-25, 15-25               |

## Statistiche

### Statistiche di squadra
| Competizione | Punti | In casa | In casa | In casa | In trasferta | In trasferta | In trasferta | Totale | Totale | Totale |
| Competizione | Punti | G       | V       | P       | G            | V            | P            | G      | V      | P      |
| ------------ | ----- | ------- | ------- | ------- | ------------ | ------------ | ------------ | ------ | ------ | ------ |
| Serie A1     | 37/3  | 15      | 10      | 5       | 15           | 3            | 12           | 30     | 13     | 17     |
| Coppa Italia | -     | 0       | 0       | 0       | 1            | 1            | 0            | 2      | 1      | 1      |
| Totale       | -     | 15      | 10      | 5       | 16           | 4            | 12           | 32     | 14     | 18     |

G = partite giocate; V = partite vinte; P = partite perse

### Statistiche dei giocatori
| Giocatore    | Serie A1 | Serie A1 | Serie A1 | Serie A1 | Serie A1 | Coppa Italia | Coppa Italia | Coppa Italia | Coppa Italia | Coppa Italia | Totale | Totale | Totale | Totale | Totale |
| Giocatore    | P        | PT       | AV       | MV       | BV       | P            | PT           | AV           | MV           | BV           | P      | PT     | AV     | MV     | BV     |
| ------------ | -------- | -------- | -------- | -------- | -------- | ------------ | ------------ | ------------ | ------------ | ------------ | ------ | ------ | ------ | ------ | ------ |
| L. Bovo      | 15       | 13       | 7        | 5        | 1        | 1            | 1            | 1            | 0            | 0            | 16     | 14     | 8      | 5      | 1      |
| B. Butigan   | 30       | 247      | 144      | 93       | 10       | 2            | 18           | 13           | 5            | 0            | 32     | 265    | 157    | 98     | 10     |
| E. Cagnin    | 26       | 114      | 100      | 3        | 11       | 2            | 9            | 8            | 1            | 0            | 28     | 123    | 108    | 4      | 11     |
| G. Cecchetto | 30       | 0        | 0        | 0        | 0        | 2            | 0            | 0            | 0            | 0            | 32     | 0      | 0      | 0      | 0      |
| L. Cicola    | 8        | 0        | 0        | 0        | 0        | 0            | 0            | 0            | 0            | 0            | 8      | 0      | 0      | 0      | 0      |
| L. da Silva  | 30       | 317      | 280      | 22       | 15       | 2            | 25           | 23           | 1            | 1            | 32     | 342    | 303    | 23     | 16     |
| G. Frosini   | 26       | 127      | 103      | 18       | 6        | 2            | 5            | 4            | 1            | 0            | 28     | 132    | 107    | 19     | 6      |
| G. Gennari   | 30       | 117      | 52       | 37       | 28       | 2            | 4            | 1            | 3            | 0            | 32     | 121    | 53     | 40     | 28     |
| K. Lanier    | 29       | 431      | 390      | 23       | 17       | 2            | 28           | 27           | 0            | 1            | 31     | 459    | 417    | 24     | 18     |
| M. May       | 27       | 77       | 68       | 3        | 6        | 2            | 1            | 1            | 0            | 0            | 29     | 78     | 69     | 3      | 6      |
| L. Partenio  | 24       | 80       | 70       | 7        | 3        | 2            | 13           | 12           | 1            | 0            | 26     | 93     | 82     | 8      | 3      |
| F. Stufi     | 29       | 196      | 138      | 49       | 9        | 2            | 16           | 11           | 3            | 2            | 31     | 212    | 149    | 52     | 11     |
| S. Turlà     | 21       | 1        | 1        | 0        | 0        | 0            | 0            | 0            | 0            | 0            | 21     | 1      | 1      | 0      | 0      |

P = presenze; PT = punti totali; AV = attacchi vincenti; MV = muri vincenti; BV = battute vincenti